# Pel·lícula de plàstic

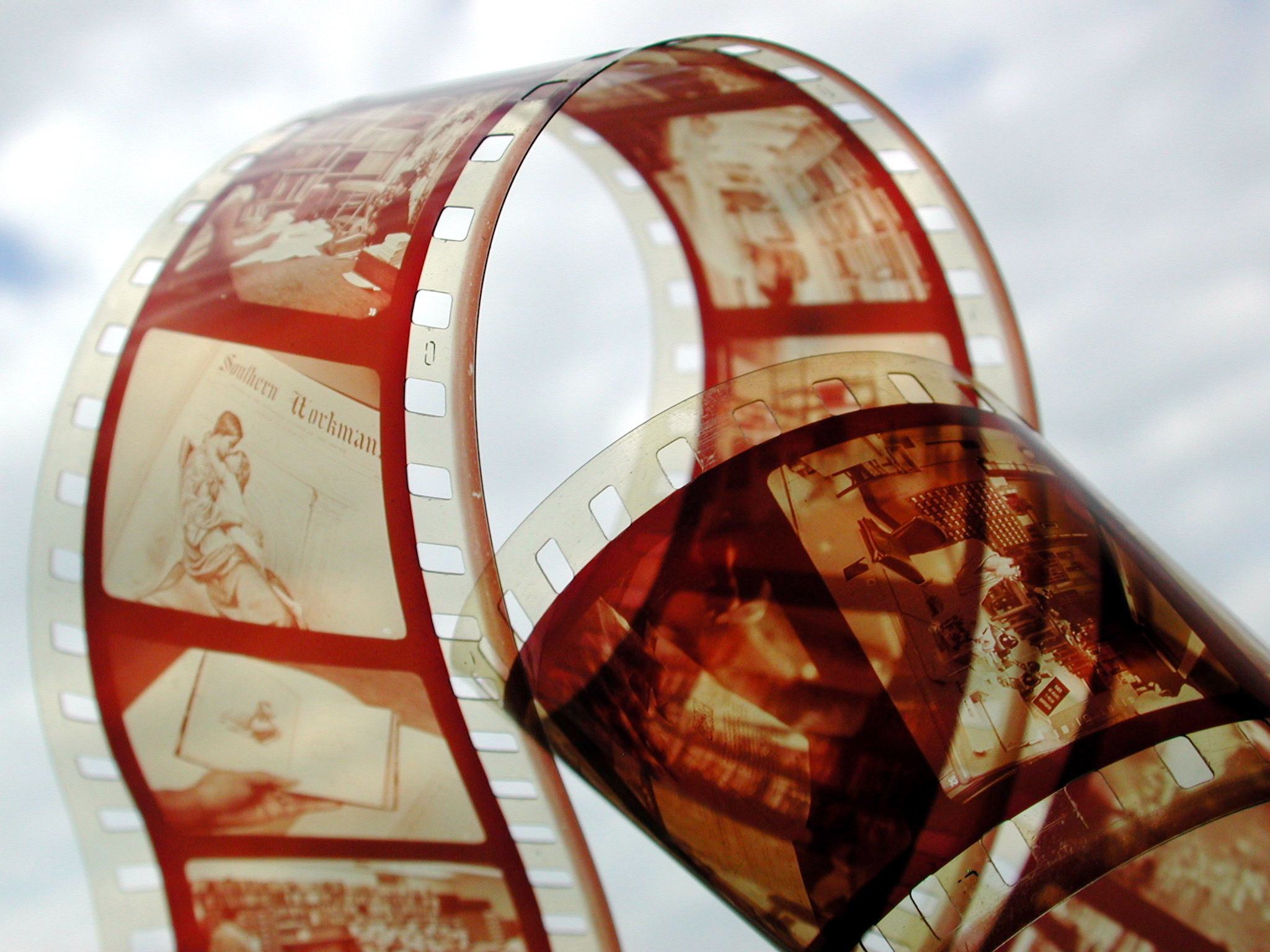
Tira de pel·lícula (pel·lícula fotogràfica)

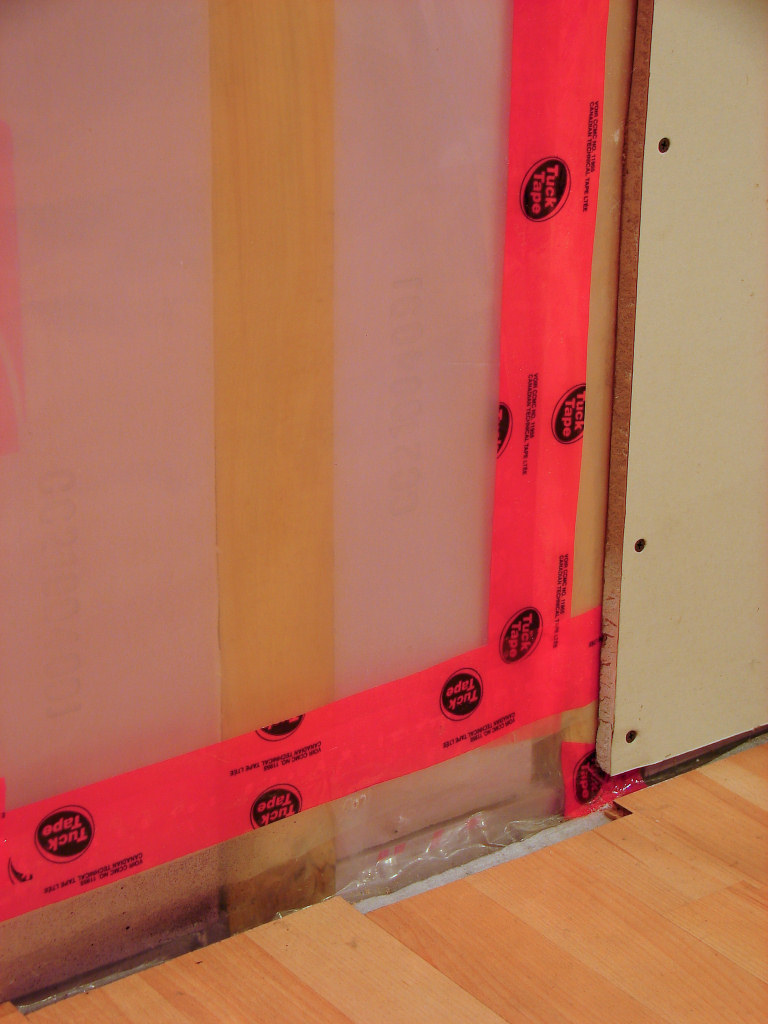
Làmina de plàstic de polietilè de 6 mil·límetres com a barrera de vapor en la construcció

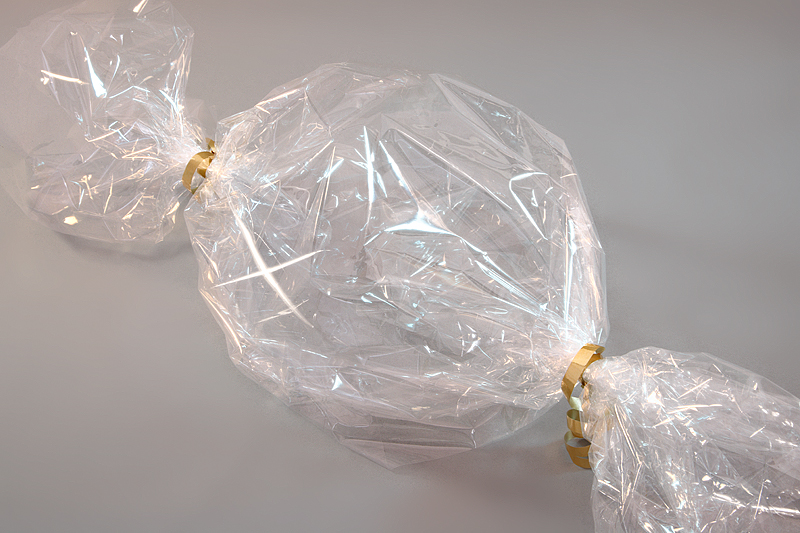
Envasos de confiteria fets de bioplàstic bioflex amb barreja de PLA

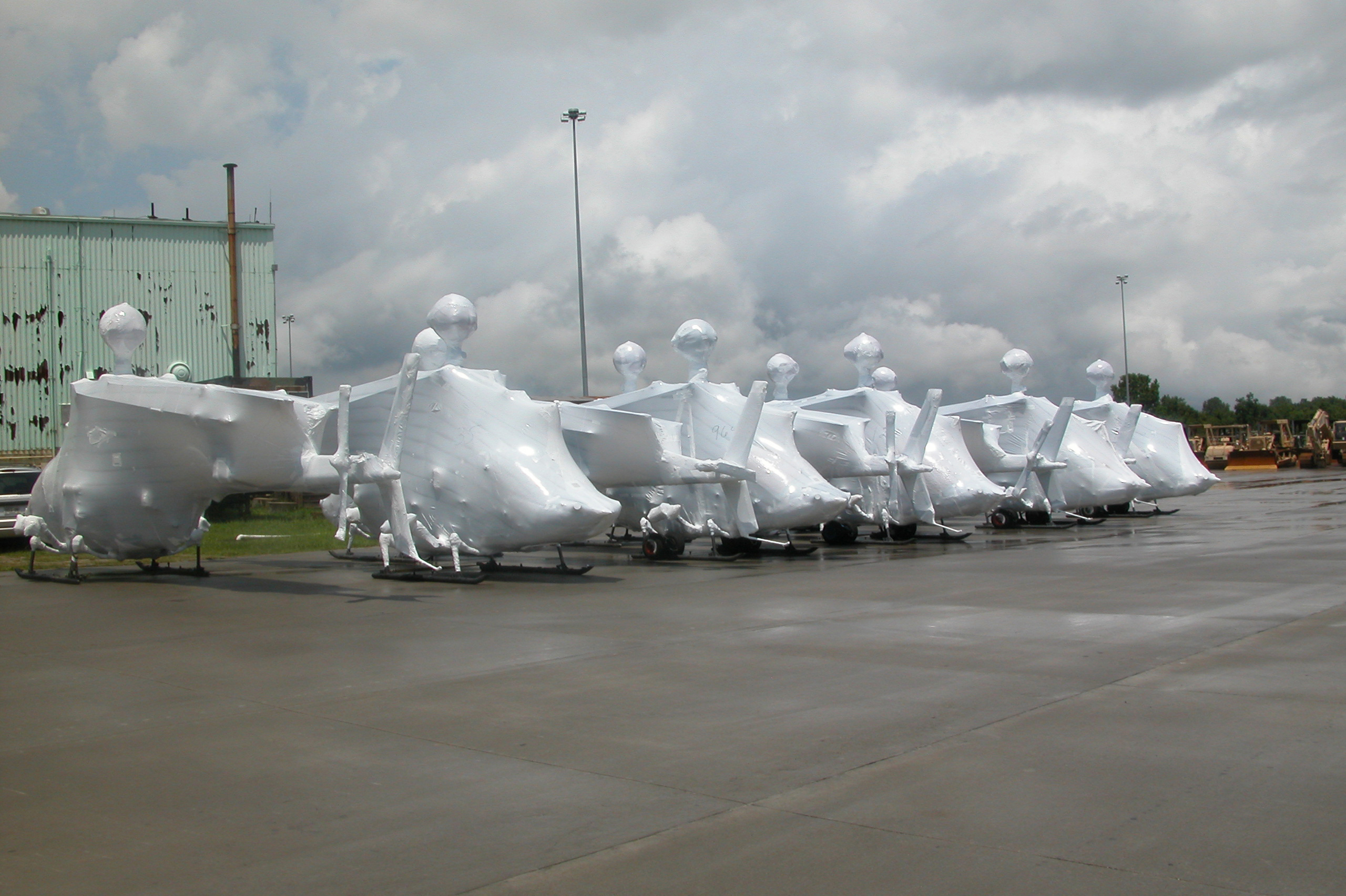
Helicòpters OH-58 Kiowa embalats en plàstic retràctil que s'enviaran.

La pel·lícula de plàstic és un material polimèric prim i continu. El material plàstic més gruixut sovint s'anomena "làmina". Aquestes primes membranes de plàstic s'utilitzen per separar zones o volums, per contenir elements, per actuar com a barreres o com a superfícies imprimibles.
Les pel·lícules de plàstic s'utilitzen en una àmplia varietat d'aplicacions. Aquests inclouen: embalatges, bosses de plàstic, etiquetes, construcció d'edificis, paisatgisme, fabricació elèctrica, pel·lícula fotogràfica, material de pel·lícula per a pel·lícules, cintes de vídeo, etc.

## Materials
Gairebé a tots els plàstics se'ls pot donar forma de pel·lícula fina. Alguns dels principals són:
- Polietilè : la pel·lícula de plàstic més comuna està feta d'una de les varietats de polietilè: polietilè de baixa densitat, polietilè de densitat mitjana, polietilè d'alta densitat o polietilè lineal de baixa densitat .
- Polipropilè : el polipropilè es pot fabricar en forma de pel·lícula colada, pel·lícula biaxialment orientada (BOPP) o com a pel·lícula uniaxialment orientada.
- Polièster : el BoPET és una pel·lícula de polièster biorientada.
- Niló – BOPA/BON és un poliamida/niló biorientat (conegut comunament com a niló)
- Clorur de polivinil : la pel·lícula pot estar amb o sense plastificant
- Acetat de cel·lulosa : un dels primers bioplàstics.
- Cel·lofana : fet de cel·lulosa regenerada.
- Hi ha disponible una varietat de bioplàstics i plàstics biodegradables .[1]
- Pel·lícula semirepujada: s'utilitza com a revestiment del cautxú calandrat per conservar les propietats del cautxú i també per evitar que la pols i altres matèries estranyes s'hi enganxin durant el calandrat i l'emmagatzematge.

## Processos

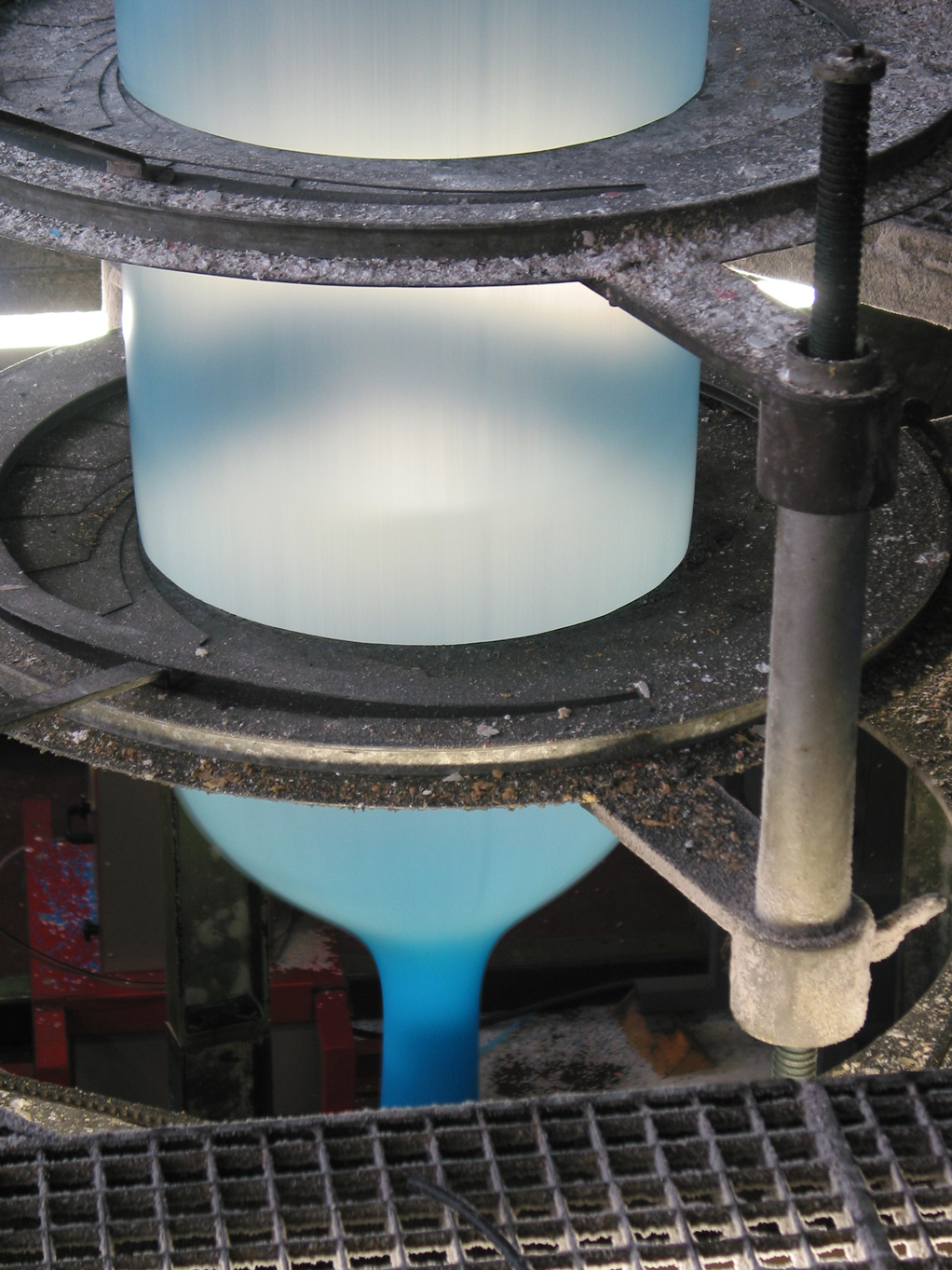
Un tub de pel·lícula extruïda que s'expandeix per bufar

Les pel·lícules de plàstic solen ser termoplàstiques i es formen per fusió per formar la pel·lícula.
- Colada – L'extrusió de plàstics pot colar una pel·lícula que es refreda o s'apaga i després s'enrotlla en un rotlle.
- La pel·lícula extruïda es pot estirar, aprimar o orientar en una o dues direccions. El procés bufat o tubular força l'aire a entrar en un anell extrudit per expandir la pel·lícula. Els marcs de tensor pla estiren la pel·lícula extruïda abans del recuit.[3]
- Els rodets de calandria es poden utilitzar per formar pel·lícules a partir de polímers calents
- La deposició en solució és un altre procés de formació de pel·lícules.
- El raspat s'utilitza per raspar una pel·lícula d'un nucli sòlid (de vegades s'utilitza per fer cinta de segellat de rosques de PTFE)
- La coextrusió consisteix a extrudir dues o més capes de polímers diferents en una sola pel·lícula.
- La laminació combina dues o més pel·lícules (o altres materials) en un sandvitx.[4]
- El recobriment per extrusió s'utilitza per formar una pel·lícula sobre una altra pel·lícula o substrat.[5]

## Processament posterior
Les pel·lícules de plàstic es formen normalment en rotlles mitjançant el tall longitudinal . Sovint també s'utilitzen operacions addicionals de recobriment o impressió . Les pel·lícules es poden modificar mitjançant la deposició física de vapor per obtenir pel·lícules metal·litzades . Les pel·lícules es poden sotmetre a tractament corona o processament de plasma ; es poden aplicar agents desemmotllants a les pel·lícules segons calgui.

## Estàndards d'ASTM International
D882 – Mètode d'assaig estàndard per a les propietats de tracció de làmines de plàstic primes
D1004 – Mètode de prova estàndard per a la resistència al trencament (esquinçament de Graves) de pel·lícules i làmines de plàstic
D1204 – Mètode de prova estàndard per a canvis dimensionals lineals de làmines o pel·lícules termoplàstiques no rígides a temperatura elevada
D1593 – Especificació estàndard per a pel·lícules i làmines de plàstic no rígid de clorur de vinil
D1709 – Mètodes de prova estàndard per a la resistència a l'impacte de pel·lícules de plàstic mitjançant el mètode de dards de caiguda lliure
D1894 – Mètode de prova estàndard per als coeficients de fricció estàtics i cinètics de pel·lícules i làmines de plàstic
D1922 – Mètode de prova estàndard per a la resistència a l'esquinçament per propagació de pel·lícules de plàstic i làmines primes mitjançant el mètode del pèndol
D1938 – Mètode de prova estàndard per a la resistència a la propagació de l'esquinçament de pel·lícules de plàstic i làmines primes mitjançant un mètode d'esquinçament únic
D2103 – Especificació estàndard per a pel·lícules i làmines de polietilè
D2582 – Mètode de prova estàndard per a la resistència a l'esquinçament per propagació de la punxada en pel·lícules de plàstic i làmines primes
D2673 – Especificació estàndard per a pel·lícules de polipropilè orientades
D2732 – Mètode de prova estàndard per a la contracció tèrmica lineal sense restriccions de pel·lícules i làmines de plàstic
D2838 - Mètode de prova estàndard per a la tensió de contracció i l'alliberament d'orientació de pel·lícules de plàstic i làmines primes
D2923 – Mètode de prova estàndard per a la rigidesa de pel·lícules i làmines de poliolefina
D3420 – Mètode de prova estàndard per a la resistència a l'impacte del pèndol de la pel·lícula de plàstic
D3595 – Especificació estàndard per a làmines i pel·lícules de plàstic extrudit de policlorotrifluoroetilè (PCTFE)
D3664 – Especificació estàndard per a pel·lícules de resina polimèrica biorientades per a condensadors en equips elèctrics
D3985 – Mètode de prova estàndard per a la velocitat de transmissió de gas oxigen a través de pel·lícules i làmines de plàstic mitjançant un sensor coulomètric
D4321 – Mètode de prova estàndard per al rendiment de l'envàs de pel·lícula de plàstic
D5047 – Especificació estàndard per a pel·lícules i làmines de tereftalat de polietilè
D6287 – Pràctica estàndard per al tall de mostres de prova de pel·lícules i làmines
D6988 – Guia estàndard per a la determinació del gruix de les mostres de prova de pel·lícules de plàstic
D8136 - Mètode de prova estàndard per determinar el gruix i la variabilitat del gruix de la pel·lícula de plàstic mitjançant un mesurador de gruix de capacitança sense contacte
E1870 – Mètode de prova estàndard per a la transferència d'olors i gust de pel·lícules d'envasos polimèrics
F2029- Pràctiques estàndard per a la fabricació de segells tèrmics per a la determinació de la termosegellabilitat de xarxes flexibles mesurada per la resistència del segellat
F2622 – Mètode de prova estàndard per a la velocitat de transmissió de gas oxigen a través de pel·lícules i làmines de plàstic mitjançant diversos sensors